# Rincones del Paraíso
Rincones del Paraíso är en ort i Mexiko.   Den ligger i kommunen Mineral de la Reforma och delstaten Hidalgo, i den sydöstra delen av landet, 80 km nordost om huvudstaden Mexico City. Rincones del Paraíso ligger 2 352 meter över havet och antalet invånare är 347.
Terrängen runt Rincones del Paraíso är kuperad norrut, men söderut är den platt. Runt Rincones del Paraíso är det tätbefolkat, med 982 invånare per kvadratkilometer. Närmaste större samhälle är Pachuca de Soto, 7,6 km nordost om Rincones del Paraíso. Omgivningarna runt Rincones del Paraíso är i huvudsak ett öppet busklandskap.